# János Farkas
János Farkas (ur. 27 marca 1942 w Budapeszcie, zm. 29 września 1989 tamże) – węgierski piłkarz, napastnik. Brązowy medalista ME 64 oraz mistrz olimpijski z Tokio.
Początkowo występował w László Kórház (do 1959), jednak profesjonalnie grał tylko w budapeszteńskim Vasasie (1959–1972). Z Vasasem był czterokrotnie mistrzem kraju (1961, 1962, 1965, 1966). W lidze w 290 meczach strzelił 169 bramek. W reprezentacji Węgier zagrał 33 razy i zdobył 19 bramek. Debiutował w 1961, ostatni raz zagrał w 1969. Podczas MŚ 66 wystąpił we wszystkich czterech spotkaniach Węgrów w turnieju (1 gol), wcześniej znajdował się w kadrze na MŚ 62.